# Joseph Dombey
Joseph Dombey (Mâcon, 1742 — Montserrat, 1794) foi um naturalista francês.
Em 1793 foi enviado para os Estados Unidos, para implementar o sistema métrico, levando por um cilindro de um quilo. Na viagem, a embarcação foi alvo de uma tempestade que a desviou da rota e a levou para o Mar das Caraíbas. Um gangue de piratas atacou o navio e prendeu a tripulação inteira. À espera de um resgate que nunca chegou, Dombey e os restantes tripulantes acabaram por morrer enquanto estavam presos.
1. ↑  «Why Did The US Never Adopt The Metric System? It's About Pirates»